# Cham Būr
Cham Būr (persiska: چَم بورِ فَرخينوَند, Cham Būr-e Farkhīnvand, چم بور, چمبور) är en ort i Iran.   Den ligger i provinsen Ilam, i den västra delen av landet, 500 km sydväst om huvudstaden Teheran. Cham Būr ligger 866 meter över havet och antalet invånare är 252.
Terrängen runt Cham Būr är huvudsakligen kuperad. Cham Būr ligger nere i en dal. Runt Cham Būr är det ganska tätbefolkat, med 52 invånare per kvadratkilometer. Närmaste större samhälle är Shāhzādeh Moḩammad, 13,3 km nordost om Cham Būr. Omgivningarna runt Cham Būr är i huvudsak ett öppet busklandskap.